# Epacris hamiltonii
Epacris hamiltonii är en ljungväxtart som beskrevs av Joseph Henry Maiden och Betche. Epacris hamiltonii ingår i släktet Epacris och familjen ljungväxter. Inga underarter finns listade i Catalogue of Life.